# Carlos Hoyos
Pour les articles homonymes, voir Hoyos.
Carlos Hoyos , né le 28 février 1962 à Medellín (Colombie), est un footballeur colombien, qui évoluait au poste de défenseur à l'America Cali, à l'Atlético Junior et au Deportes Quindío ainsi qu'en équipe de Colombie.
Hoyos ne marque aucun but lors de ses vingt-quatre sélections avec l'équipe de Colombie entre 1983 et 1990. Il participe à la coupe du monde de football en 1990 et à la Copa América en 1983, 1987 et 1989 avec la Colombie.

## Carrière
- 1985-1988 : Deportivo Cali
- 1988-1989 : Atlético Junior
- 1990 : America Cali
- 1991-1992 : Deportes Quindío [1],[2]

## Palmarès

### En équipe nationale
- 24 sélections et 0 but avec l'équipe de Colombie entre 1983 et 1990.
- Huitième-de-finaliste de la coupe du monde 1990.
- Troisième de la Copa América 1987.
- Participe au premier tour de la Copa América 1983 et de la Copa América 1989.

### Avec l'America Cali
- Vainqueur du Championnat de Colombie de football en 1990.